# Zarzecze (rejon doliński)
Zarzecze (ukr. Заріччя) – wieś na Ukrainie, w  obwodzie iwanofrankiwskim, w rejonie dolińskim.  Podporządkowane radzie miasta Bolechów.